# Gabriel Femenia i Maura
Gabriel Femenia i Maura (1685, Palma, Mallorca - 1752, Palma) fou un pintor barroc mallorquí, impulsor a Mallorca de la pintura de paisatge. Molt valorat per la crítica coetània és considerat un dels millors pintors mallorquins dels segle xviii.

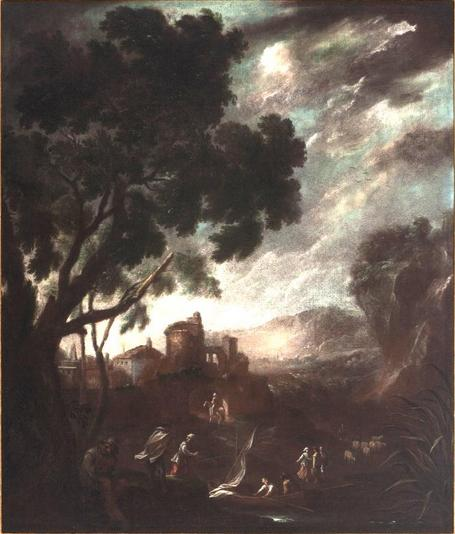
Paisatge ideal, dramatitzat per un cel ennigulat. Es veuen escenes de pastors i unes construccions al fons. La natura és la protagonista de l'obra i els personatges tenen un paper anecdòtic. El tractament de la llum és convencional, de certa efectivitat. Realitzat el 1740 (aprox.). Procedent del Casal Solleric es troba al Museu de Mallorca.

Després d'una formació inicial a Mallorca, Femenia la completà a Itàlia, sembla que a Roma. Novament a l'illa pintà escenes religioses i profanes per a la decoració dels casals ciutadans (Casal Solleric, Ca la Gran Cristiana), molt especialment paisatge, del qual seria el gran valedor a l'illa. Entre els clients de l'artista es troben el Comte de Montenegro, Ramon Fortuny, el Marquès de Bellpuig, el Marquès d'Ariany, el Marquès de Solleric i altres. Els seus paisatges, d'estil barroc tardà, s´inspiren en gravats italians i francesos, entre els quals els dels francesos Adam Perelle i Claudi de Lorena, i inicien una tradició pictòrica que s´estén quan menys fins a mitjan segle xix. Es caracteritzen per la varietat de formats i mides. La seva concepció és imaginària i idealitzada, incorpora una vegetació exuberant i molts de detalls anecdòtics (rius, ponts, ocells, ovelles, ases, ànecs, etc.). Fa ús de perspectives profundes, celatges amplis i lluminosos, soques d'arbres trencades pel vent, personatges populars com el pastor, la rentadora de roba, el barquer, el jove galant, etc. Les arquitectures que representa són similars a les reals. Treballa habitualment amb la tècnica del “fa presto”. Les obres que se li atribueixen són fetes de manera apressada a causa de la pressió de la demanda que rebia com a pintor d'èxit, dels treballs de taller en mans de col·laboradors i de les imitacions que fan altres autors. Entre els paisatges que es conserven, es consideren autèntics els procedents de la sèrie del refectori de l'antiga casa del Marquès de la Torre. Fou enterrat a l'església de Sant Miquel de Palma.